# Anaïs Ségalas
Pour les articles homonymes, voir Ségalas et Menard.
Anne Caroline Menard, dite Anaïs Ségalas, née dans l'ancien 6e arrondissement de Paris le 24 septembre 1811 et morte à Paris 2e le 31 août 1893, est une dramaturge, poétesse et romancière française.

## Biographie

### Origines
Anne Menard, est la fille de :
- Charles Antoine Jean Menard, d’origine champenoise, né vers 1760, homme assez excentrique pour l'époque — végétarien, militant de la cause animale, misanthrope —, drapier, marchand de toiles et rouenneries vers le carreau du Temple, propriétaire foncier parisien rue de Picardie ;
- et d’Anne Bonne-Portier, créole de Saint-Domingue née en 1774.

Anne Menard préluda aux productions qui devaient lui faire une place dans la galerie des poétesses, au milieu des jeux de la première enfance : dans sa huitième année, pour la fête de son père, elle préféra écrire, saisie de sa première inspiration, quelques lignes au lieu d’apprendre le compliment imposé par son précepteur et, à dix ans, elle écrit son premier vaudeville (sans doute joué au Théâtre de la Gaité, sous le nom d'un locataire de son père, Leblanc de Ferrière, auteur de pièces de boulevard, qui s'appropria le manuscrit).
Son père décéda alors qu'elle n'avait que onze et demi. À cette époque, elle continua d'habiter avec sa mère au 13 rue de Crussol, près des théâtres des boulevards. Elles avaient pour voisin au 11 de la même rue, Victor Ségalas, alors avocat à la cour royale de Paris, qu'elle épousa le 17 janvier 1827 à Paris, prenant alors le nom d’usage d’Anaïs Ségalas. Elle pose néanmoins comme condition préalable à son mariage, son droit à développer son œuvre littéraire, sans autorisation maritale.

### Débuts littéraires
Ses premiers poèmes parurent la même année dans Le Cabinet de lecture et Le Journal des jeunes personnes. En 1829, La Psyché publia ses premiers essais. Le 3 février 1831 paraît dans La Gazette littéraire, « Les Algériennes », sorte d’épopée lyrique sur les campagnes françaises en Afrique du Nord, qui apporte la célébrité à Anaïs Ségalas. Instruite par sa mère de ce qu'est l'esclavage, elle y écrit son émotion, tout en restant dans les limites du politiquement correct de l'époque : à travers la description des souffrances des esclaves et captives, s'y exprime son opposition et son aversion à la colonisation. Plus tard, elle allait renier être l'autrice de cet ouvrage, avant de le reconnaître à nouveau.
Dès lors, les journaux ouvrirent à l’envi leurs colonnes à ses productions.
De 1828 à 1837, elle inséra un grand nombre de pièces et quelques nouvelles dans divers périodiques, entre autres Le Constitutionnel, la Gazette de France, La Chronique de Paris, Le Commerce, L’Estafette, Le Cabinet de lecture, La France littéraire, le Journal des Demoiselles, pièces qui, réunies à quelques morceaux nouveaux, forment le volume de poésies, intitulé Les Oiseaux de passage, qu’elle publia en 1837 chez l'éditeur Moutardier. Ce recueil révèle deux composantes de la personnalité de Ségalas qui seront présentes dans toute son œuvre : sa foi et la réaction à toutes formes d'oppression.
Parallèlement, Anaïs Ségalas lisait admirablement les vers, ce qui lui ouvre les portes, dès le début des années 1830 des cercles lettrés de son temps.
La naissance de sa fille Bertile Claire Gabrielle le 15 décembre 1838 enrichira son œuvre d'une touche maternelle qui apparaît dans Les Enfantines volume écrit au berceau de l'enfant. Sainte-Beuve qu' "elle est le poète des mères, des enfants et de la famille". Ses poèmes sont réédités maintes fois et servent de modèles de comportement catholique et moralisateur.

### Une femme engagée
Comme beaucoup d'intellectuelles de sa génération, Anaïs Ségalas s'engagea dans les mouvements féministes et utilisa sa plume pour décrire la condition des femmes au XIXe siècle. Catholique fervente, elle encensa les qualités dites féminines, avec parfois un certain mysticisme, et encouragea les femmes à utiliser leur rôle de mère et d'épouse pour l'édification et l'amélioration de la société. Selon elle, la littérature devait avoir une visée morale et didactique, afin de dénoncer toutes les formes d'oppression et d'injustice.
En 1847, elle travaille à la rédaction de La Femme quand surviennent les premières manifestations révolutionnaires. Anaïs Ségalas s'implique fortement dans les mouvements sociaux de 1848, collaborant au Journal des femmes fondé par Fanny Richaume, journal chrétien modéré appelant aux droits civiques et à l'éducation pour les femmes. Fin février 1848, Anaïs Ségalas assiste aux réunions de la Société de la voix des femmes, club organisé par Eugénie Niboyet, avec laquelle elle avait collaboré à La Gazette des femmes qu'elle avait fondée en 1836. L'équipe rédactionnelle, dont Anaïs Ségalas, avait ouvert les colonnes de la Gazette à un « courrier des lectrices » qui obtint un succès inattendu, envahissant la publication de propositions « révolutionnaires », ou du moins réformatrices et radicales, comme l'octroi de droits civiques et sociaux égaux à ceux des hommes, le rétablissement du divorce, une plus juste rémunération du travail... Anais Ségalas a été impliquée également dans d’autres groupements, dont le but était d’organiser des centres d’éducation et d’emploi coopératif pour des femmes.

### La dramaturge
Avec l'élection du Prince Président, bourgeoisie et religion reprirent leur place, Anaïs Ségalas sa plume, ouvrant désormais son œuvre au théâtre. En 1847, sa première pièce La Loge de l'Opéra, drame en 3 actes, est représentée à l'Odéon. Elle donne le 8 septembre 1849, toujours à l'Odéon-Théâtre, une comédie intitulée Le Trembleur, et le 18 novembre 1850 au Théâtre de la Porte-Saint-Martin Les Deux Amoureux de la grand-mère, puis de nouveau à l'Odéon, le 7 mai 1852 Les Absents ont raison, pièce qui, cette fois, obtient un certain succès.
Pour Le Journal pour rire du 22 mai : « Madame Ségalas vient de faire représenter une jolie comédie à l’Odéon. Elle joint à une rare finesse d’observation toute la grâce de l’esprit féminin et son style plein de simplicité et de bon goût ne manque pas d’une certaine élégance. Le titre dit le sujet : deux jeunes époux ne peuvent se souffrir ; dès qu’ils sont ensemble, ils parlent sans cesse de séparation éternelle, mais quand les événements les éloignent pour quelque temps l’un de l’autre, ils soupirent, s’ennuient, se regrettent et finalement se retrouvent avec joie ». Pour Le Tintamarre du 16 mai : « Madame Ségalas, dont nous connaissons de délicieux poèmes a fait trêve de sa muse ordinaire pour nous donner une charmante comédie en prose. Madame Anaïs Ségalas est restée poète et fait preuve de beaucoup d‘esprit. Cette œuvre continue à nous le prouver ». Un vaudeville en 1 acte, Les Inconvénients de la sympathie, sera créé au Théâtre de la Gaîté le 13 février 1854. Puis, âgée de 81 ans, elle donne dans son salon, en mai 1892, la comédie en 1 acte et en vers, Deux passions, qui rencontre un succès mondain et est reprise à la Galerie Vivienne le 26 avril 1892.

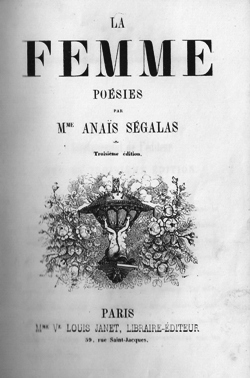

En 1855, la librairie Louis Janet publie Les Contes du nouveau palais de cristal, recueil de ses articles de genre, nouvelles et comptes rendus critiques de livres et pièces de théâtre. À la même période, parait Femmes, un recueil de poèmes bien-pensants traitant de la condition de la femme issue de divers milieux, de la femme du monde à la grisette en passant par l'ouvrière. En 1864 sort chez Magnin un recueil de 36 poèmes, Nos Bons Parisiens, qui connait un franc succès. On peut situer en 1865 la première édition de Les Magiciennes où elle présente de nouveau nombre de types de femmes dans une étude de mœurs de l'époque.

### Reconnaissance républicaine

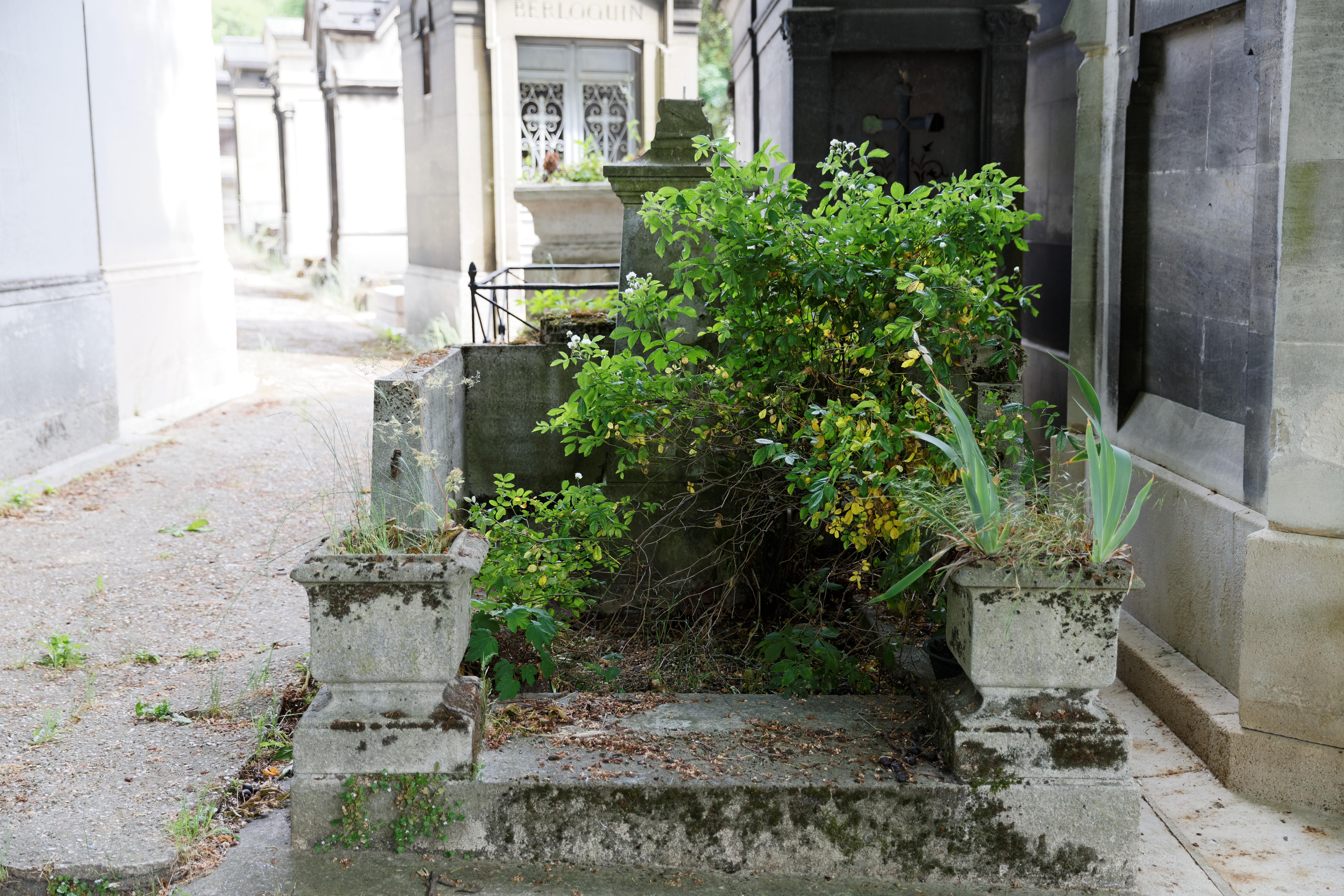
Tombe au cimetière du Père-Lachaise.

Le journal intime tenu par sa fille Bertile rapporte les difficultés que connut sa famille durant la période qui va de juillet 1870 à juin 1871 vécue à Paris. Anaïs Ségalas restera plusieurs années sans produire de texte jusqu'en mai 1875 où les éditions Dentu publient La Vie de feu, roman social que l'on peut qualifié de « noir », celui d'une prostituée et de son compagnon de débauche, finalement ruinés et qui finissent par se suicider. La critique ne comprend pas comment l'autrice « a pu commettre une telle inconvenance ». En mai 1878, Dentu publie d'elle Les Mariages dangereux, quatre nouvelles abordant la chasse à la fiancée et la vie de couple, le tout visant à moraliser les relations des sexes et qu'il faut des époux assortis pour faire un bon mariage. L'expression de ce moralisme assura à Ségalas d'être longtemps présente dans les manuels scolaires. Elle reçoit le 30 juillet 1880 les palmes d'officier de l'Instruction Publique.
Le mois de mai 1885 resta dans l'histoire d'Anaïs Ségalas comme celui de la publication d'une de ses œuvres maîtresses : Récits des Antilles, texte en prose accompagné d'un récit, « Le Bois de la Soufrière » et un choix de poèmes. Cette publication, rééditée plusieurs fois, servit de témoignage aux enseignants souhaitant faire connaître des textes sur le colonialisme. Le choix des poèmes montre l'ambiguïté dans laquelle se trouve Anaïs Ségalas, à la fois citoyenne française et enfant de créole. Elle fait preuve de beaucoup de pessimisme pour le devenir de l'égalité entre Blancs et Noirs. En replaçant ses impressions dans leur temps, elle a vécu depuis 70 ans des progrès incomparables à ceux des ancêtres de sa mère[pas clair].
Le 8 janvier 1886 meurt son mari Jean Ségalas. La même année, elle fait paraître chez Alphonse Lemerre les Poésies pour tous et chez Auguste Clavel, Les Jeunes Gens à marier, deux textes dans la même veine moralisante.
Le Musée des familles du 15 septembre 1889 publie un poème où elle donne son avis sur les gens de lettres de son temps, qualifiés de « naturalistes, libres penseurs, faiseurs à la mode reniant Dieu », la foi, la pudeur, voulant faire grand bruit pour vendre » : « s'ils n'aiment pas l'ange, ils aiment la trompette ». En 1889 elle est reçue par la S.A.C.S.A.M. et obtient un prix littéraire remis par la société savante ; la ville de Châlons-en-Champagne lui dédie une de ses rues.
Anaïs Ségalas meurt chez elle, au 41 boulevard des Capucines le 31 août 1893, la cérémonie funèbre eut lieu en l'église de la Madeleine. Elle est inhumée au cimetière du Père-Lachaise (65e division). Sur la stèle qu'une carte postale d'époque montre surmontée d'une croix qui fut brisée, était fixé un médaillon en relief tel que celui exécuté en 1843 par les ateliers de David d'Angers, médaillon aujourd'hui disparu.

## Distinctions
- Officier d'académie (1880)

## Postérité
Son buste en marbre blanc exécuté par Élisa Bloch est conservé au Musée des beaux-arts et d'archéologie de Châlons-en-Champagne.
- Une rose a été créée à sa mémoire (« La rose Anaïs Ségalas »).
- Une rue de Chéniers (Marne), où elle a vécu, porte son nom.
- À la fin du XIXe siècle, une plaque commémorative est apposée au 13 rue de Crussol, dans le 11e arrondissement de Paris.

En 1917, l'Académie française crée le prix de littérature et de philosophie Anaïs Ségalas, destiné à récompenser l’œuvre d'une femme de talent.

## Œuvres

### Poésie
- Les Algériennes, poésies, 1831 Texte en ligne
- Les Oiseaux de passage, poésies, 1837 Texte en ligne
- Enfantines, poésies à ma fille, 1844 Texte en ligne
- Poésies, 1844 Texte en ligne
- La Femme, poésies, 1847 Texte en ligne
- Nos bons parisiens, poésies, 1864 Texte en ligne
- Les Gens de lettres, 1881 Texte en ligne
- Le Vin de Champagne mousseux, 1884 Texte en ligne
- Poésies pour tous, 1886 Texte en ligne
- Le Cèdre de l'archevêché de Tours, 1888 Texte en ligne

### Théâtre
- La Loge de l’Opéra, drame en trois actes, en prose, Paris, Second Théâtre-Français (Odéon), 7 avril 1847. Paris, Michel Lévy, 1847, Lire en ligne sur Gallica .
- Le Trembleur, comédie en deux actes, mêlée de couplets, Paris, théâtre de l'Odéon, 8 septembre 1849. Paris, Marchand, 1849, lire en ligne sur Gallica.
- Les Deux Amoureux de la grand’mère, comédie-vaudeville en un acte, Paris, théâtre de la Porte Saint-Martin, 18 novembre 1850. Paris, Libraire théâtrale, 1850, lire en ligne sur Gallica
- Les absents ont raison, comédie en deux actes et en prose, Paris, Second Théâtre-Français (Odéon), 7 mai 1852. Paris, Libraire théâtrale, 1852, lire en ligne sur Gallica .
- Les Inconvénients de la sympathie, vaudeville en un acte, Paris, théâtre de la Gaîté, 13 février 1854. Paris, Merchant, 1854, lire en ligne sur Gallica .
- Deux Passions, comédie en un acte et en vers, Paris, Galerie Vivienne, 26 avril 1892. Châlons-sur-Marne, Martin frères, 1893, lire en ligne sur Gallica.

### Autres écrits
- Contes du nouveau palais de cristal, 1855 Texte en ligne
- Les Mystères de la maison, 1865 Texte en ligne
- La Semaine de la marquise, 1865 Texte en ligne
- La Dette du cœur, poésies par Auguste Ribière, lettre préface signée Anaïs Ségalas, 1869
- La Vie de feu, 1875
- Les Mariages dangereux, 1878
- Les Rieurs de Paris, 1880 Texte en ligne
- Les Romans du wagon. Le Duel des femmes. Le Bois de la Soufrière. Un roman de famille. Le Figurant, 1884
- Le Livre des vacances. L'Oncle d'Amérique et le Neveu de France. Zozo, Polyte et Marmichet. Une rencontre sur la neige, 1885 Texte en ligne
- Récits des Antilles. Le Bois de la Soufrière, 1885 Texte en ligne
- Les Deux Fils, 1886
- Le Compagnon invisible, 1888

### Éditions récentes
- Récits des Antilles : le bois de La Soufrière ; suivis d'un choix de poèmes, présentation d'Adrianna M. Paliyenko, l'Harmattan, 2004 - reproduit le texte intégral de la deuxième édition : Paris, Ch. Delagrave, 1886.

## Source
- Louis Adrien Huart, Charles Philipon, Galerie de la presse, de la littérature et des beaux-arts, Paris, Aubert, vol. 1, 1841.